# Тлака (село)
Тлака (на словенски: Tlaka) е село в Словения, регион Средна Словения, община Лития. Според Националната статистическа служба на Република Словения през 2015 г. селото има 39 жители.